# Curt Haagers
Curt Haagers var ett svenskt dansband, aktivt 1966-2006. Bandet har haft 19 låtar på Svensktoppen

## Historik
Bandet bildades som "Five Spots". Namnbytet till "Curt Haagers med Else-Marie" kom 1966. Namnet "Curt Haagers" kom till genom att medlemmarna i bandet bidrog med bokstäver från sina namn: "Curt" från Curt-Eric (Curt-Eric Holmquist), "Haag" från de två Hans (Hans Ramberg och Hans Lagermark) samt Haggren (Per-Olof Haggren), och slutligen "ers" från Roger (Roger Lundgren). Else-Marie Johansson var sångerska i bandet. Medlemmarna bodde i huvudsak i trakten av Göteborg.
Curt Haagers spelade in sin första singel, "Dansa en dans med mig", 1969. Året efter, 1970, fick bandet sitt genombrott genom att delta i "Folkparksforum" i Göteborg. 1973 släpptes bandets debutalbum Det går som en dans 2.
1981 spelade Curt Haagers in den svenska varianten av "Fågeldansen", efter en schweizisk förlaga vid namn "Ententanz". Med tillhörande rörelser blev den en riktig landsplåga som fortfarande är ihågkommen och hörs då och då. 1984 hade "Fågelsången" sålt diamant. Bandet fick också en guldskiva för albumet En spännande dag för Josefine.
1991 fick Curt Haagers sin sjätte guldskiva.
I april 1999 hamnade låten "Du är den käraste" på första plats på Svensktoppen, där den låg i tre veckor.
Den 31 december 2006 spelade Curt Haagers sin sista dans och meddelade sina fans att "Vi har tagit beslutet att spela vår sista dans på nyårsafton 2006. Efter 40 års turnerande, känner vi att det är dags att hitta på något annat i livet medan vi ännu har "spring kvar i benen."

## Medlemmar
| Sångerska                              | År        | Bi-instrument             |
| -------------------------------------- | --------- | ------------------------- |
| Else-Marie Johansson                   | 1966–1969 |                           |
| Git Persson                            | 2003–2006 | Gitarr, keybord, dragspel |
| Sångare                                |           |                           |
| Robert Löfvendahl (tidigare Andersson) | 1970–1977 |                           |
| Lars Berntsson                         | 1977–1980 |                           |
| Sven-Erik Gissbol                      | 1981–2003 | Bas                       |
| Trummor                                |           |                           |
| Hans Ramberg                           | 1966–2006 |                           |
| Klaviatur                              |           |                           |
| Curt-Eric Holmquist                    | 1966–1969 |                           |
| Jan-Erik Knudsen                       | 1968–2006 | Trumpet, kör, gitarr      |
| Jan Frealdsson                         | 1969–2006 | Dragspel                  |
| Saxofon                                |           |                           |
| Hans Lagermark (tidigare Andersson)    | 1966–1969 |                           |
| Anders Thärnström                      | 1969      |                           |
| Erik Norström                          | 1969–1977 |                           |
| Bas                                    |           |                           |
| Per-Olof Haggren                       | 1966–1968 |                           |
| Jan Gunér                              | 1968–1981 | Sång                      |
| Gitarr                                 |           |                           |
| Johan Engberg                          | 1977–1988 | Saxofon                   |
| Stefan Nilsson                         | 1988–2006 | Saxofon, sång             |
| Roger Lundgren                         | 1966–2006 |                           |

## Diskografi

### Studioalbum
- 1973 - Det går som en dans 2
- 1975 - Ta mej mé
- 1977 - Min symfoni
- 1978 - Tinge linge ling
- 1981 - Santa Maria
- 1981 - Dansa kvack kvack
- 1982 - En spännande dag för Josefine
- 1983 - Guld och gröna skogar
- 1984 - Agadoo
- 1985 - Ännu doftar kärlek
- 1986 - Curt Haagers -87
- 1988 - Curt Haagers -88
- 1989 - Riktiga vänner
- 1990 - Curt Haagers 10
- 1992 - Curt Haagers 11
- 1994 - Curt Haagers 12
- 1997 - Curt Haagers 13

### Samlingsalbum
- 1975 - Goa 10-i-topp bitar
- 2002 - Curt Haagers guldkorn
- 2007 - Våra mest önskade
- 2008 - Guldkorn vol. 2

## Melodier på Svensktoppen
- Dansa en dans med mig - 1969
- Sjung oss din sång- 1972
- Tinge linge ling - 1978
- Du hänger väl med opp - 1981
- Hands Up - 1981-1982
- Fågeldansen - 1982
- Ännu doftar kärlek - 1985
- Med dej i mina armar - 1986
- Ta mej till havet - 1986
- När du går över floden - 1988
- Riktiga vänner - 1989
- Jag kan se dig i mina ögon - 1990
- Varma vindar och soligt hav - 1991
- Bruna ögon - 1991
- Det är kärlek - 1993
- Skriv ett brev - 1997
- När jag blundar - 1997
- Något jag önskat - 1997
- Du är det käraste - 1999